# V368 Возничего
V368 Возничего (лат. V368 Aurigae) — одиночная переменная звезда в созвездии Возничего на расстоянии (вычисленном из значения параллакса) приблизительно 6273 световых лет (около 1923 парсеков) от Солнца. Видимая звёздная величина звезды — от +14,5m до +13,7m.

## Характеристики
V368 Возничего — красная пульсирующая полуправильная переменная звезда (SR) спектрального класса M. Эффективная температура — около 3296 K.